# Зеферхилс Норт (Флорида)
Зеферхилс Норт (енгл. Zephyrhills North) насељено је место без административног статуса у америчкој савезној држави Флорида.

## Демографија
По попису из 2010. године број становника је 2.600, што је 56 (2,2%) становника више него 2000. године.
| Група             | 2000.         | 2010.         |
| Белци             | 2.358 (92,7%) | 2.369 (91,1%) |
| Афроамериканци    | 29 (1,1%)     | 30 (1,2%)     |
| Азијати           | 35 (1,4%)     | 34 (1,3%)     |
| Хиспаноамериканци | 84 (3,3%)     | 145 (5,6%)    |
| Укупно            | 2.544         | 2.600         |